# Taphrina caerulescens
Taphrina caerulescens  (лат.) — вид грибов рода тафрина (Taphrina) отдела аскомицеты (Ascomycota), паразит дуба (Quercus). Вызывает пятнистость и деформацию листьев. Значение гриба как фитопатогена невелико, но известны случаи многократного отмирания листьев, что приводило к гибели отдельных деревьев.

## Описание

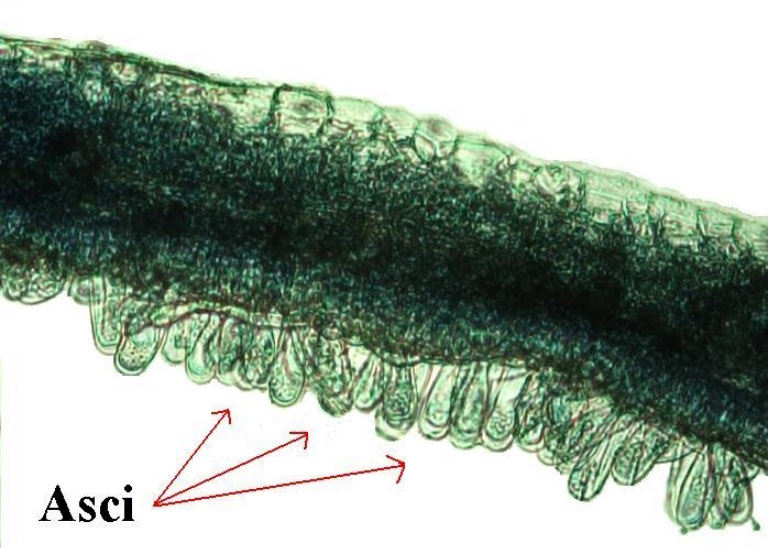
Аски Taphrina caerulescens на листе дуба крупноплодного

Пятна на листьях бурые, размером 3—12 мм, округлые, выпукло-вогнутые, часто многочисленные и деформируют весь лист.
Мицелий межклеточный, однолетний.
Сумчатый слой («гимений») восковидный, мучнистый или беловатый, обычно развивается на нижней стороне листа.
Аски размерами 30—120×11—34 мкм, булавовидные или цилиндрические, с округлыми верхушками. В основаниях асков  имеются придатки, проникающие в ткань эпидермиса, суженной лопастевидной или корневидной формы. Базальные клетки (см. в статье Тафрина) отсутствуют.
Аскоспоры шаровидные, диаметром 5,5 мкм, быстро почкуются и наблюдаются очень редко. Бластоспоры от шаровидной до палочковидной формы, размерами 2—3(6)×1—2 мкм.
Заражение происходит конидиями через устьица молодых листьев при распускании почек, старые листья устойчивы к инфекции.

## Распространение и хозяева
Taphrina caerulescens впервые описана во Франции, поражает различные виды дуба (Quercus), в частности, дуб черешчатый (Quercus robur), монгольский (Quercus mongolica) бархатистый (Quercus velutina). Гриб широко распространён в умеренной и субтропической климатических зонах Евразии и Северной Америки, также встречается в Северной Африке — в Алжире и Марокко. 